# Karma (canção de Alicia Keys)
"Karma" é uma canção da cantora americana de R&B e soul Alicia Keys, contida em seu segundo álbum de estúdio, The Diary of Alicia Keys. Escrita por Keys, Kerry Brothers Jr. e Taneisha Smith, a faixa influenciada pelo hip hop e música clássica, e lançada como quarto e último do álbum em novembro de 2004, alcançando a vigésima posição na Hot 100 e a #17 na Hot R&B/Hip-Hop Songs, ambas compiladas pela Billboard, dos Estados Unidos.

## Videoclipe
O videoclipe de "Karma", dirigido por Chris Robinson e pela própria Keys, contém cenas gravadas na Cidade de Nova York e no resort Casa de Campo, em La Romana, na República Dominicana. No MTV Video Music Awards de 2005, ganhou o segundo prêmio consecutivo de "Melhor Vídeo de R&B" de Alicia.

## Equipe

### Músicos
- Alicia Keys – Vocais principais, vocais de apoio, piano
- David Watson – trompa
- Joe Romano – trompa
- Kerry "Krucial" Brothers - todos os outros instrumentos

### Produção
- Kerry "Krucial" Brothers – produtor, engenharia
- Manny Marroquin - mixagem

## Paradas musicais
| Parada (2005)                    | Melhor posição |
| -------------------------------- | -------------- |
| Belgian Singles Chart (Flanders) | 40             |
| Dutch Top 40                     | 27             |
| Finnish Singles Chart            | 6              |
| German Singles Chart             | 62             |
| Swiss Singles Chart              | 71             |
| Billboard Hot 100                | 20             |
| Billboard Hot R&B/Hip-Hop Songs  | 17             |
| Billboard Pop 100                | 7              |
| Billboard Hot Dance Airplay      | 25             |